# 耆齡 (光緒進士)
耆齡（1868年—？），字雨南，李佳氏，內務府鑲黃旗漢軍人，清朝政治人物、進士出身。
光緒己丑举人，庚寅贡士，十八年（1892年），参加光緒壬辰科殿試，登進士二甲104名。同年五月，改翰林院庶吉士。光緒二十一年四月，散館，以主事著以部属用。

## 家庭
- 曾祖林藩；
- 祖温；
- 父延畴；
- 堂兄恩齡，光绪壬辰科兄弟同榜进士。